# Туристичка организација Мионица
| Туристичка организација Мионица |                                                                      |
| Оснивач                         | Општина Мионица                                                      |
| Основана:                       | 1994.                                                                |
| Седиште:                        | Војводе Мишића 38 · Мионица Србија                                   |
| Директор:                       |                                                                      |
| Веб презентација                | https://web.archive.org/web/20170603111926/http://mionicaturizam.rs/ |

Туристичка организација Мионица је јавна установа општине Мионица, основана 1994. године, под називом Туристичка организација „Рибница”.
Туристичка организација општине Мионица је основана ради предузимања мера и радњи у циљу задовољења потреба грађана у области туризма, промоције и унапређења туризма, подстицаја, развоја, очувања и заштите туристичких вредности на територији општине Мионица, развоја информативно промотивне делатности, унапређења општих услова за прихват и боравак туриста, координације активности носилаца туристичке понуде и других послова промотивне делатности у области туризма.

## Туристички информативни центар у Мионици
Туристички информативни центар у Мионици основан је 2013. године. Налази се у центру Мионице, у улице Доктора Јове Алексића 12. Његова основна фукција је промовисање туризма општине Мионица, туристичких,културних, спортских и других манифестација, прикупљање и објављивање информација о целокупној туристичкој понуди на територији општине Мионица, прихват туриста, пружање бесплатних информација туристима и сл. 

## Туристички информативни центар у Бањи Врујци
Туристички информативни центар у Бањи Врујци основан је 1996. године. Налази се у центру Бање Врујци на улазу у комплекс отворених базена хотела „Врујци”. Основни задатак Туристичко информативног центра у Бањи Врујци је прихват туриста у Бањи Врујци, пружање бесплатних информација туристима о туристичкој понуди Бање Врујци и околине, прикупљање података за потребеинформисања туриста, упознавање надлежних органа са притужбама туриста и сл.

## Манифестације
Туристичка организација у свом раду организује више манифестација:
- Мишићеви дани
- Врујачки извори
- Васкршњи сабор
- Сабор младих вилиониста „Ћемане”